# Joe Hamilton
James „Joe” Hamilton Jr (ur. 5 lipca 1947 w Lexington) – amerykański koszykarz, występujący na pozycji rozgrywającego.

## Osiągnięcia
Na podstawie, o ile nie zaznaczono inaczej.
NCAA
- Zaliczony do:
  - I składu All-MVC (1970)
  - II składu All-MVC (1969)
- Lider konferencji Missouri Valley w skuteczności rzutów wolnych (83% – 1969)

ABA
- Zaliczony do I składu debiutantów ABA (1971)[2]